# Nay (Manche)
Nay és un municipi francès situat al departament de la Manche i a la regió de Normandia. L'any 2007 tenia 79 habitants.

## Demografia

### Població
El 2007 la població de fet de Nay era de 79 persones. Hi havia 20 famílies de les quals 4 eren unipersonals (4 dones vivint soles i 4 dones vivint soles), 12 parelles amb fills i 4 famílies monoparentals amb fills.
La població ha evolucionat segons el següent gràfic:
Habitants censats

### Habitatges
El 2007 hi havia 39 habitatges, 28 eren l'habitatge principal de la família, 9 eren segones residències i 3 estaven desocupats. Tots els 39 habitatges eren cases. Dels 28 habitatges principals, 22 estaven ocupats pels seus propietaris, 5 estaven llogats i ocupats pels llogaters i 1 estava cedit a títol gratuït; 2 tenien tres cambres, 6 en tenien quatre i 20 en tenien cinc o més. 21 habitatges disposaven pel capbaix d'una plaça de pàrquing. A 11 habitatges hi havia un automòbil i a 17 n'hi havia dos o més.

### Piràmide de població
La piràmide de població per edats i sexe el 2009 era:
| Homes | Edats   | Dones |
| ----- | ------- | ----- |
| 0     | 95 o +  | 0     |
| 0     | 90 a 94 | 0     |
| 0     | 85 a 89 | 0     |
| 0     | 80 a 84 | 0     |
| 0     | 75 a 79 | 0     |
| 4     | 70 a 74 | 0     |
| 0     | 65 a 69 | 4     |
| 0     | 60 a 64 | 8     |
| 8     | 55 a 59 | 0     |
| 0     | 50 a 54 | 4     |
| 0     | 45 a 49 | 0     |
| 0     | 40 a 44 | 0     |
| 8     | 35 a 39 | 0     |
| 8     | 30 a 34 | 4     |
| 4     | 25 a 29 | 0     |
| 0     | 20 a 24 | 0     |
| 0     | 15 a 19 | 0     |
| 0     | 10 a 14 | 0     |
| 4     | 5 a 9   | 0     |
| 0     | 0 a 4   | 4     |

## Economia
El 2007 la població en edat de treballar era de 52 persones, 41 eren actives i 11 eren inactives. De les 41 persones actives 38 estaven ocupades (22 homes i 16 dones) i 3 estaven aturades (1 home i 2 dones). De les 11 persones inactives 2 estaven jubilades, 4 estaven estudiant i 5 estaven classificades com a «altres inactius».
Activitats econòmiques
Els 4 establiments que hi havia el 2007 eren d'empreses de construcció.
Dels 4 establiments de servei als particulars que hi havia el 2009, 3 eren fusteries i 1 lampisteria.
L'any 2000 a Nay hi havia 8 explotacions agrícoles.

## Poblacions més properes
El següent diagrama mostra les poblacions més properes.